# Monasterio

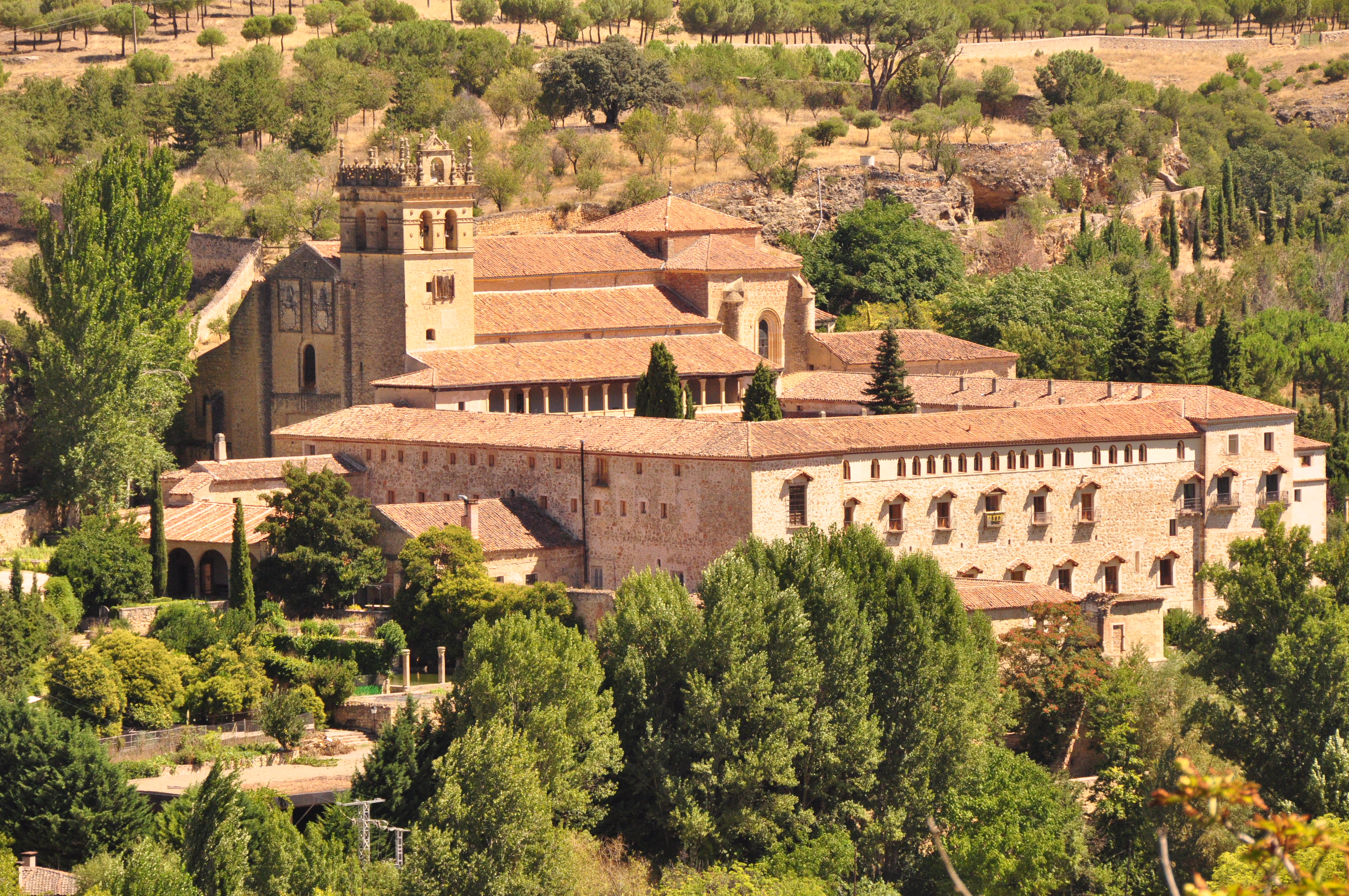
Monasterio de Santa María del Parral, en España.

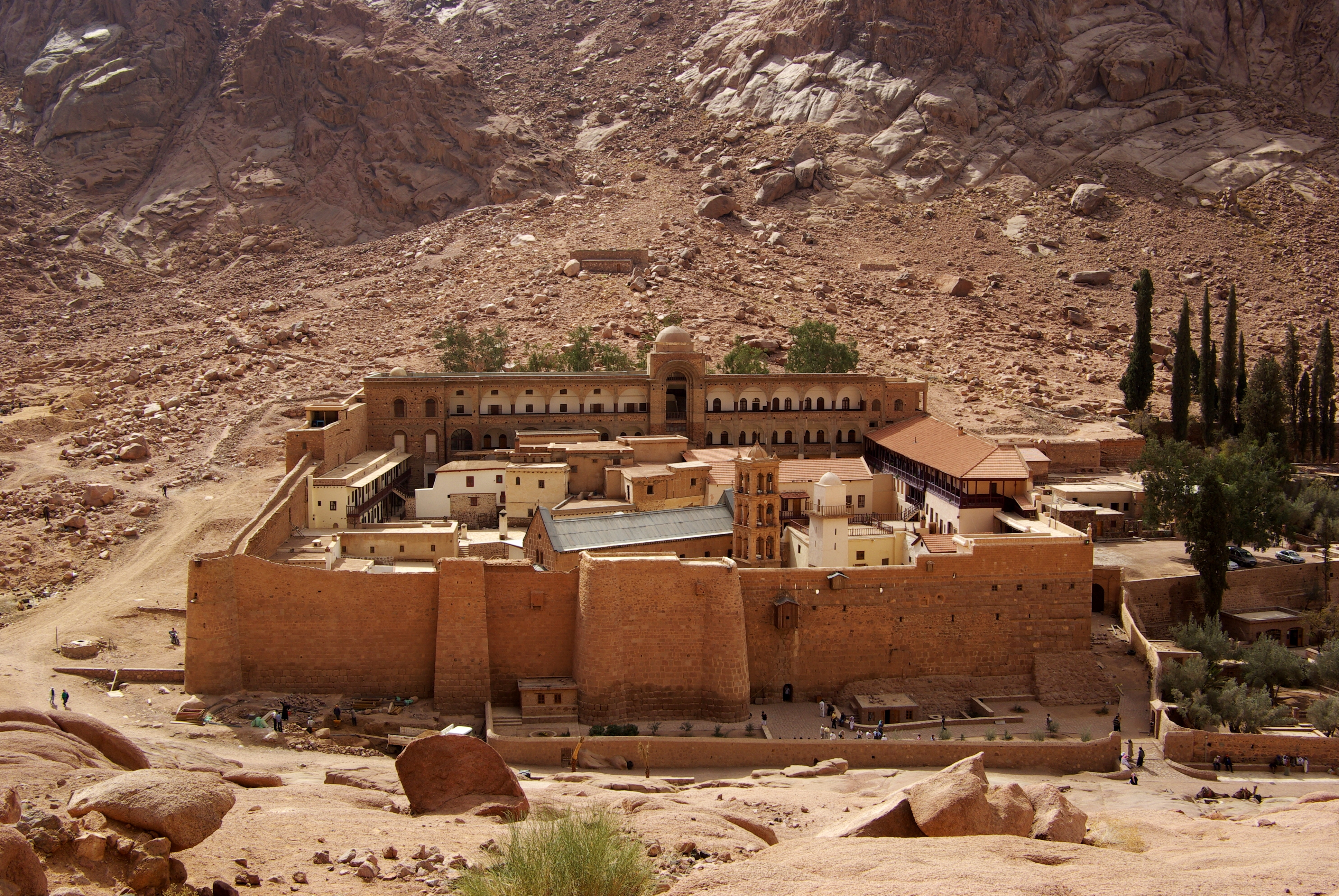
Numerosos monasterios fueron construidos en lugares aislados y a veces, poco accesibles, como el Monasterio de Santa Catalina en el Monte Sinaí, actual Egipto.

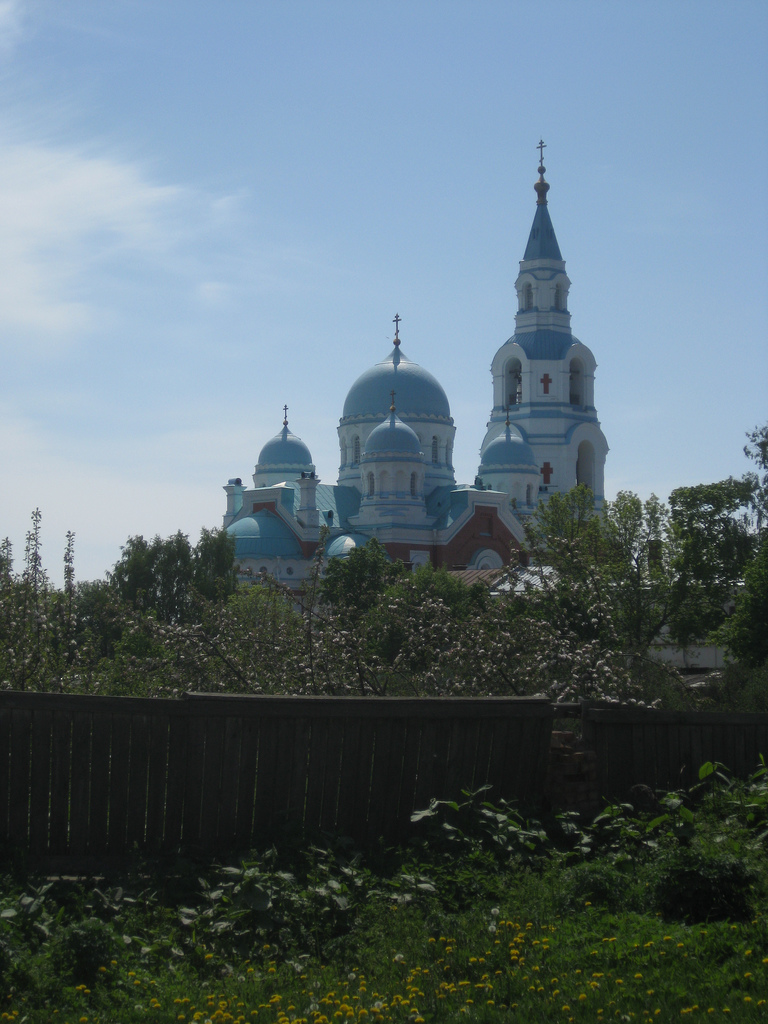
Monasterio de Valamo en Kuopio, Finlandia.

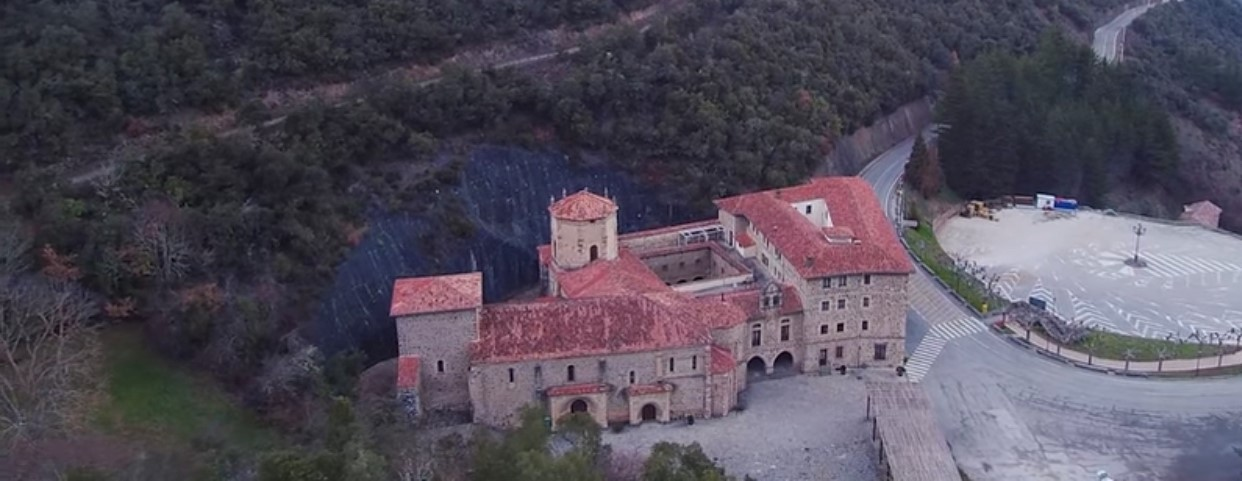
Monasterio de Santo Toribio de Liebana

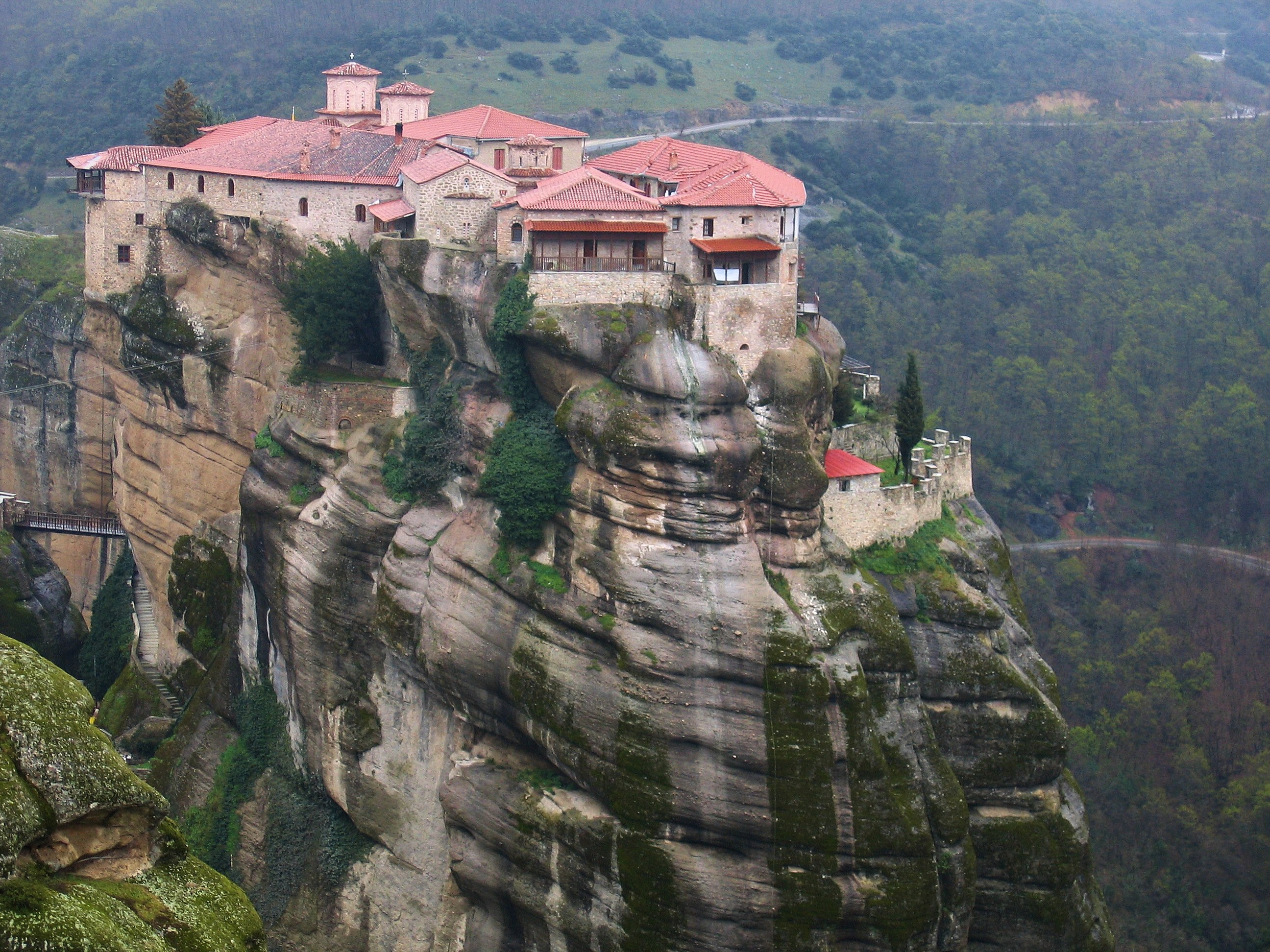
Monasterio Varlaam en Meteora, Tesalia, Grecia.

Un monasterio (del griego μοναστήριον, monasterion, derivado del verbo μονάζειν, monazein, "vivir  en solitario") es una comunidad formada por uno o varios monjes o monjas (del griego μοναχός, monachos, "solitario") y el edificio donde habitan, obedeciendo una misma Regla.
Originalmente, un monasterio era la "célula", o pequeño y retirado albergue de un ermitaño, un individuo que se "retiraba del mundo" (haciéndose anacoreta, del griego ἀναχωρητής) para perseguir una vida ascética de carácter contemplativo. El monasterio surge cuando, en torno a la "célula" o celda del anacoreta original, atraídos por su ejemplo o fama de santidad, se establecían nuevos ermitaños y ascetas, agregándose sus celdas a la habitación inicial de aquel. 
Los monasterios cristianos son también llamados abadías cuando están regidos por un abad, pero no, cuando están bajo la autoridad de un obispo o un poder laico. Los prioratos son monasterios más modestos regidos por un prior y dependientes de una abadía. En general, las abadías gozan de mayor poder e influencia que los prioratos. 
Los miembros de una comunidad monástica adoptan un determinado cuerpo de normas para su convivencia, una Regla, lo que, junto con otros aspectos organizativos e institucionales, define su pertenencia, especialmente en el ámbito católico, a una de las órdenes monásticas. La vida comunitaria de un monasterio (en contraposición con la vida anacorética de un ermitaño) se denomina cenobitismo. Con base en ello, la palabra «monasterio» se emplea asimismo para referirse a comunidades de tipo cenobítico instituidas por individuos de otras religiones no cristianas. Las órdenes religiosas de clausura son órdenes religiosas cuyos miembros se separan estrictamente de los asuntos del mundo exterior y conlleva una serie de obligaciones específicas.
Un "convento" suele entenderse como equivalente a un "monasterio" en tanto comunidad de vida religiosa y el establecimiento que les sirve por sede, pero no se deben confundir como referencia de términos sinónimos, ya que, mientras que los habitantes de un monasterio (sus monjes) cultivan una vida contemplativa ("apartada del mundo"), los de un convento (llamados ya no monjes, sino frailes) optan por una vida activa ("viviendo en el mundo", involucrada en la caridad, la enseñanza y el proselitismo o "apostolado"). Las órdenes religiosas específicamente orientadas a este modo de espiritualidad reciben el nombre de Órdenes Mendicantes (como los franciscanos o los dominicos). Adviértase el hecho de que, fruto de esta motivación diferenciada, los monasterios suelen hallarse en entornos apartados y rurales, mientras que los conventos son más propios de un ámbito urbano.
En inglés, el término monastery se utiliza generalmente para designar los edificios de una comunidad de monjes. En el uso moderno, "convento" tiende a aplicarse sólo a instituciones de monjas. Históricamente, un convento designaba una casa de frailes (reflejo del latín), ahora más comúnmente llamado "convento". Varias religiones pueden aplicar estos términos de formas más específicas.

## Etimología

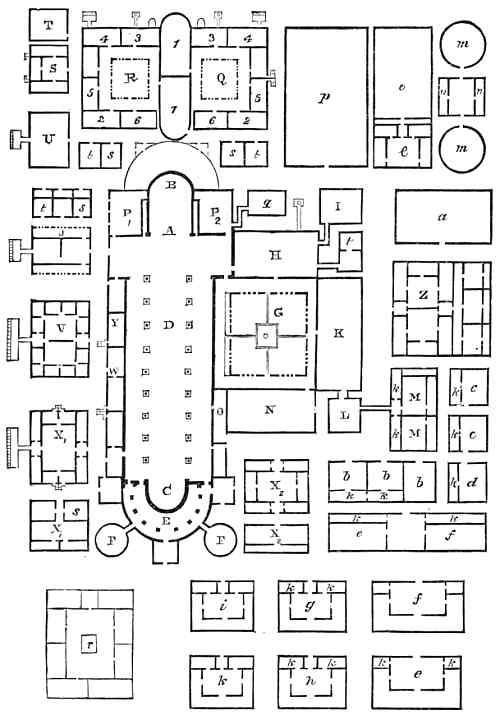
El Plano de San Galo, la planta de una abadía sin construir, que preveía todas las necesidades de los monjes dentro de los confines de los muros del monasterio.

La palabra monasterio procede del vocablo griego μοναστήριον monasterion, de μοναστήριος - monasterios, a su vez de μονάζειν - monazein, «vivir solo», de la raíz μόνος - monos, «solo» (originalmente todos los monjes cristianos eran ermitaños); el sufijo «-terion» denota un «lugar para hacer algo». El primer uso que se conoce del término monastērion es del filósofo judío del siglo I d. C. Filón en Sobre la vida contemplativa, cap. III.
En Inglaterra, la palabra monasterio también se aplicaba a la morada de un obispo y al clero de la catedral que vivía en él, separados de la comunidad laica. La mayoría de las catedrales no eran monasterios y estaban atendidas por canónigos, que eran comunales pero no monásticos. Sin embargo, algunas estaban dirigidas por órdenes de monasterios, como la Catedral de York. La Abadía de Westminster fue durante un breve periodo catedral y luego fue un monasterio benedictino hasta la Reforma; su Capítulo conserva elementos de la tradición benedictina. También hay que distinguirlas de las colegiatas, como la Capilla de San Jorge del Castillo de Windsor.

### Términos
El término monasterio se utiliza genéricamente para referirse a cualquiera de los diversos tipos de comunidad religiosa. En la religión católica romana y, hasta cierto punto, en ciertas ramas del budismo, existe una definición algo más específica del término y muchos términos relacionados.
Los monasterios budistas| suelen denominarse vihara (lengua pali: el). Los viharas pueden estar ocupados por hombres o mujeres y, en consonancia con el uso común del inglés, un vihara poblado por mujeres puede llamarse a menudo nunnery o convent. Sin embargo, vihara también puede referirse a un templo. En el budismo tibetano, los monasterios suelen denominarse gompa. En Camboya, Laos y Tailandia un monasterio se denomina wat, mientras que en Birmania se le denomina kyaung.
Un monasterio cristiano puede ser una abadía (es decir, bajo el gobierno de un abad), o un priorato (bajo el gobierno de un prior), o posiblemente una ermita (la morada de un ermitaño). Puede tratarse de una comunidad de hombres (monjes) o de mujeres (monjas). Una cartuja es cualquier monasterio perteneciente a la orden Cartuja. En el cristianismo oriental, una comunidad monástica muy pequeña puede denominarse skete, y un monasterio muy grande o importante puede recibir la dignidad de lavra.
La gran vida comunitaria de un monasterio cristiano se denomina cenobítica, por oposición a la vida anacorética de un anacoreta y a la vida eremítica de un ermitaño. También ha existido, sobre todo bajo la ocupación osmanlí de Grecia y Chipre, un estilo de vida «idiorrítmico» en el que los monjes se reúnen pero pudiendo poseer cosas individualmente y no estando obligados a trabajar por el bien común.

## Surgimiento de las órdenes de monjes cristianos
La vida monástica para los cristianos empezó poco tiempo después de la muerte de Jesús. Los primeros cristianos compartían sus posesiones y llevaban una vida de entrega a Dios.
En el siglo III, san Antonio, un cristiano egipcio que vivió desde mediados del siglo III al IV, reflexionó sobre las palabras de Jesús: Ve, vende todo lo que posees y dáselo a los pobres. Entonces él y sus seguidores abandonaron todas sus posesiones y marcharon al desierto de Egipto (en la llamada Tebaida) y Siria. De esta manera creían vivir más cerca de Cristo dedicándose a la oración y la contemplación.
Al principio vivían solos, pero pronto decidieron unirse y habitar en cuevas o chozas construidas por ellos mismos, sencillas pero suficientes como para hacer su vida de oración en comunidad.
En el siglo VI san Benito creó una comunidad y estableció reglas de convivencia que luego sirvieron de base para otras órdenes. Los seguidores de san Benito hacían tres promesas: abandonar todas sus posesiones personales (voto de pobreza), no mantener relaciones sexuales (voto de castidad) y seguir las reglas de la vida monástica obedeciendo al abad (voto de obediencia).

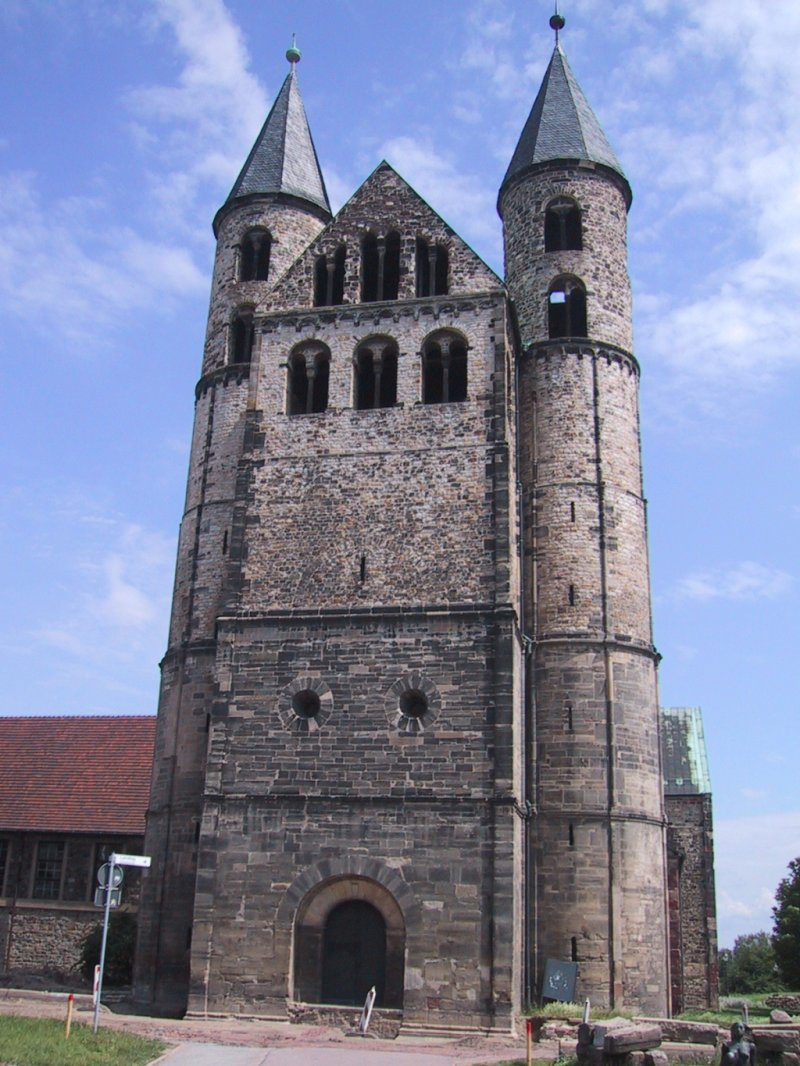
Monasterio Unser Lieben Frauen en Magdeburgo, Alemania.

En la Edad Media, los monasterios evolucionaron completando su entorno con granjas, hospitales y otros edificios.
Más tarde aparecieron otras órdenes que establecieron sus propias reglas, como los cartujos o los cistercienses, monjes benedictinos de estricta observancia conocidos como monjes blancos porque utilizaban hábitos de lana sin teñir. Esta congregación fue fundada en 1098 por san Roberto de Molesmes, san Alberico y san Esteban Harding, en la Abadía de Citeaux, que da nombre a la orden. Uno de sus personajes de mayor repercusión es san Bernardo.
En la segunda década de siglo XIII se crearon dos nuevas órdenes: los franciscanos (1210), que se guiaban por las enseñanzas de san Francisco de Asís, y los dominicos (1216), seguidores de santo Domingo. A diferencia de las órdenes monásticas, las nuevas órdenes mendicantes establecían sus casas —conventos— en las renacientes ciudades y no en despoblados, profesaban la pobreza, combatían la herejía cátara y proporcionaban enseñantes para las nuevas universidades. Sus miembros serían conocidos como «frailes».

### Monasterio hispano

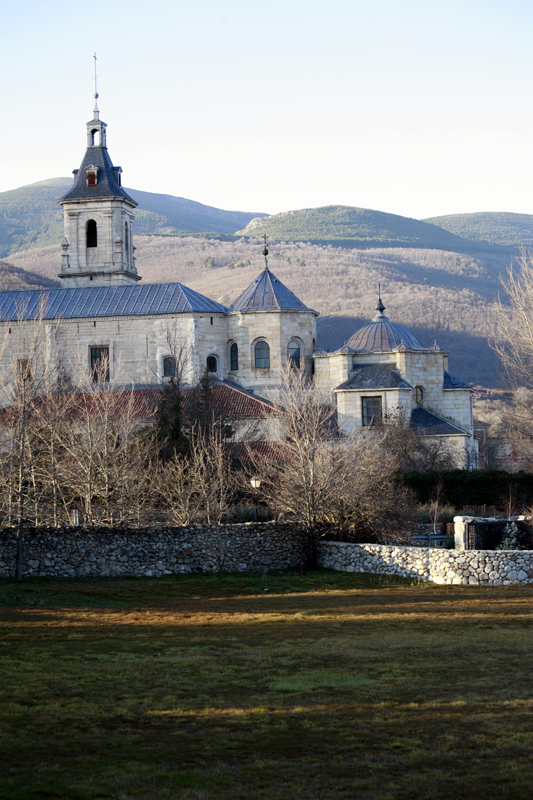
Monasterio de Santa María de El Paular, Rascafría, Madrid.

Los monasterios hispanos son aquellos monasterios o cenobios que existieron en la Hispania peninsular desde los comienzos del cristianismo hasta bien entrado el siglo XII en que tanto los edificios como el modo de vida de los monjes y sus reglas se fueron sustituyendo por la liturgia y las reglas de Cluny, el monasterio benedictino que tanta influencia tuvo, durante la Edad Media a partir del Imperio carolingio, en la vida monacal de toda Europa.

## Monasterios en Oriente

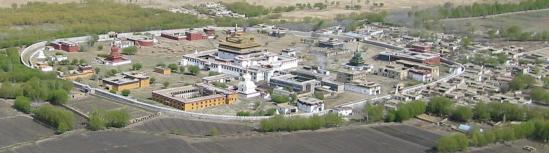
Monasterio Samye, en el Tíbet

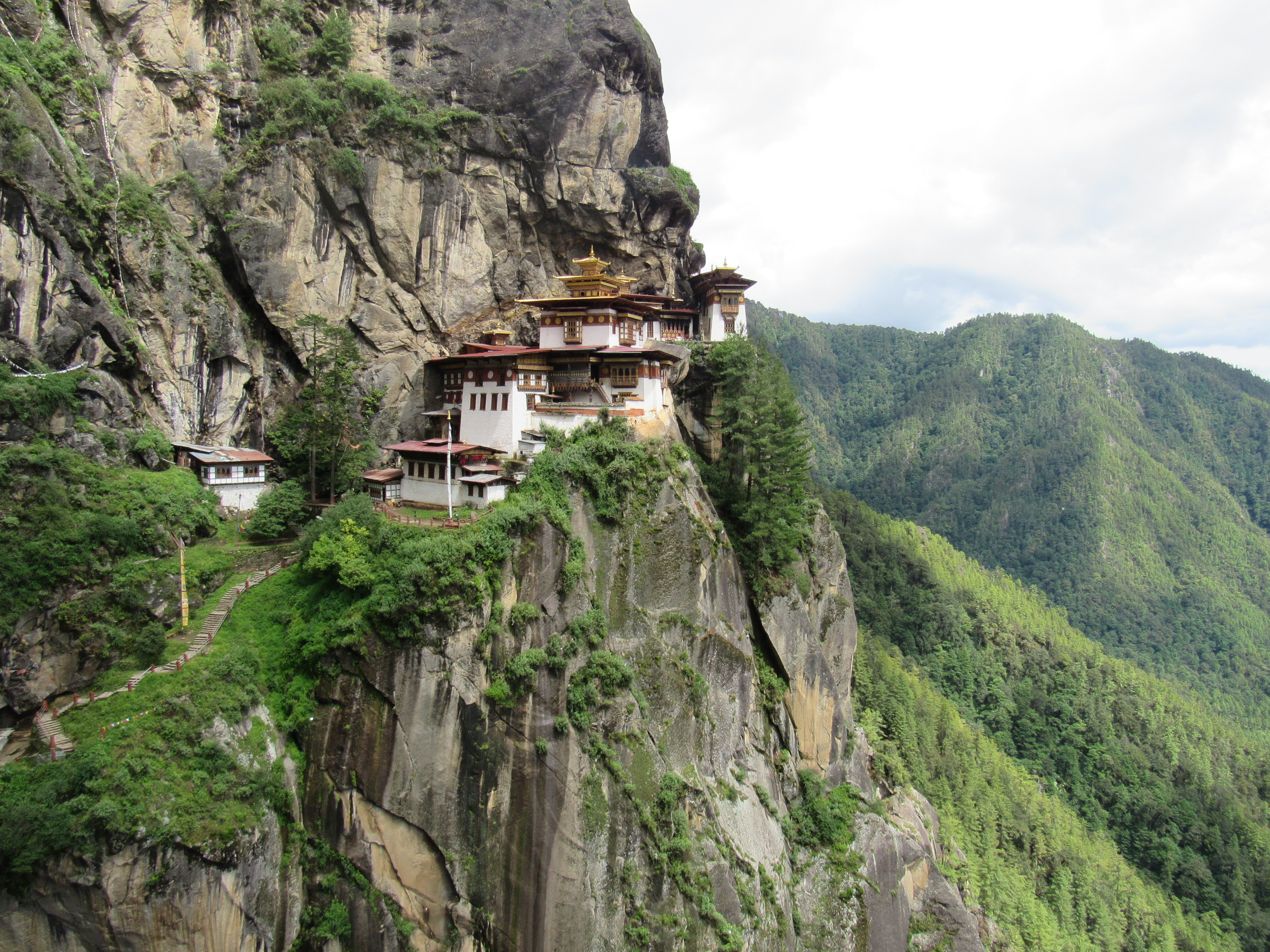
Monasterio budista Taktsang Palphug, también conocido como Paro Taktsang o "el Nido del Tigre".

Se denomina saniasi al hinduista que decide abandonar la vida familiar y dedicarse a la oración. Visten túnicas color azafrán y son ayudados por el común de las gentes, quienes los consideran hombres sabios.
En los monasterios hinduistas, los monjes viven en construcciones de habitaciones sencillas y con grandes salones para la meditación.
El equivalente al monasterio cristiano se llama áshram, aunque sus construcciones y modo de vida difiere en algunos puntos.
Los monasterios budistas (viharas) son similares a los hindúes. Antiguamente los monjes budistas solo pasaban en ellos los tres meses de lluvias. En ambos casos los monjes pueden abandonar el monasterio y llevar una vida familiar.
En China se encuentran algunos monasterios famosos, como los de Shaolin, donde los monjes practicaban un tipo de arte marcial con origen en las filosofías del budismo y el taoísmo. El primer monasterio Shaolin fue construido durante la dinastía Wei del Norte (386-534), en el año 495, en la provincia china de Henan.

## Monasterios ortodoxos
El cristianismo ortodoxo contó desde antes del siglo XIV con un buen número de creyentes en las llanuras de Rumania (cristianizada por el apóstol San Andrés, según la tradición) tanto en Valaquia (al norte del Danubio y sur de los montes Cárpatos), en las montañas de Moldavia (al este los montes Cárpatos), como en las provincias de Transilvania (hasta la anexión austro-húngara, que conllevó la destrucción de muchos monasterios a cañonazos, por orden del general Buchow). Los monjes del monte Athos han contribuido a difundir el misticismo y la oración por estas tierras y habían fundado una serie de monasterios; los monasterios búlgaros fueron especialmente reconocidos en la ortodoxia cristiana, sobre todo los de la época bizantina. Un claro ejemplo de ello es el Monasterio de Rila en Bulgaria.

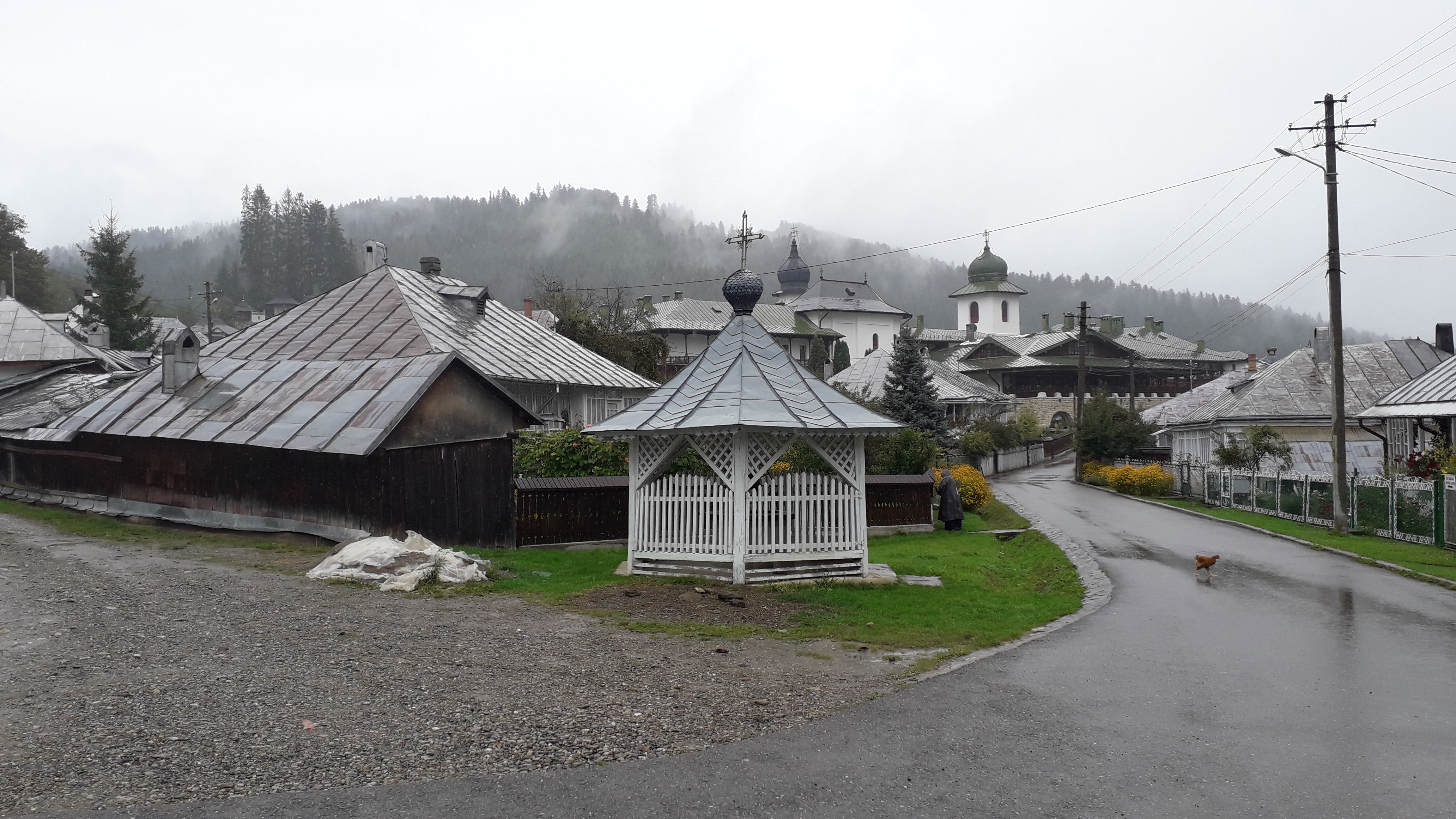
Monasterio Agapia

## Reglas monásticas
Las reglas eran las ordenanzas escritas que los monjes de las distintas órdenes monacales debían seguir. La primera regla para cenobitas de que se tiene constancia es la de san Pacomio, escrita para sus monasterios de la Tebaida en Egipto; estas reglas se iniciaron cuando los cenobios, o monasterios, crecieron en número de monjes y hubo necesidad de una cierta organización. Muchas de estas reglas se conservan y gracias a ellas se tiene noticia de la arquitectura y disposición de algunos monasterios ya desaparecidos. Figuras importantes para los monasterios de la Iglesia católica fueron San Agustín, San Basilio (su regla se obedece en todo el monacato cristiano oriental), San Benito, San Bernardo, San Bruno, San Jerónimo, y otros más (aunque san Bernardo no escribió ninguna regla sino que comentó y reinterpretó la de san Benito; y san Bruno y san Jerónimo no escribieron ninguna regla pero sí crearon un nuevo estilo de vida monástico, semianacorético). Las reglas estaban compuestas por capítulos que solían leerse en los monasterios en la sala capitular. En ellos se iba dictando una serie de normas que se debían seguir, tanto de carácter espiritual como práctico y sobre la vida de los monjes (vestuario, comida, horas de sueño, trabajo, etcétera).

## Órdenes religiosas de Occidente
Las órdenes religiosas están compuestas por grupos de personas cuyos individuos están unidos por una regla establecida por el fundador de dicha orden. Son la consecuencia del monacato en comunidad, de aquellos monjes que primero viven en soledad hasta que tienen que reunirse y compartir una vida religiosa porque el número de personas así lo requiere. Cada una de estas comunidades adoptó una regla de convivencia y un nombre. La aspiración común que tenían estas gentes era la de llevar una vida apostólica semejante a la de los discípulos de Jesús, bien siguiendo un modelo activo o bien contemplativo. Las órdenes tienen su esplendor desde finales del siglo VIII, haciendo de la regla de san Benito la oficial para todos los monasterios de Europa (lo que desemboca en la espiritualidad de Cluny), hasta finales del XVIII con la Revolución francesa.

## Arquitectura de los monasterios cristianos
La construcción de un monasterio se compone de diversas partes y estancias que siguen por lo común un mismo esquema con algunas variantes. La estructura arquitectónica debe dar como resultado la autonomía de la comunidad, algo parecido a una pequeña ciudad donde el monje encuentre todo lo necesario para su existencia para vivir con y para Jesucristo.

### Componentes arquitectónicos

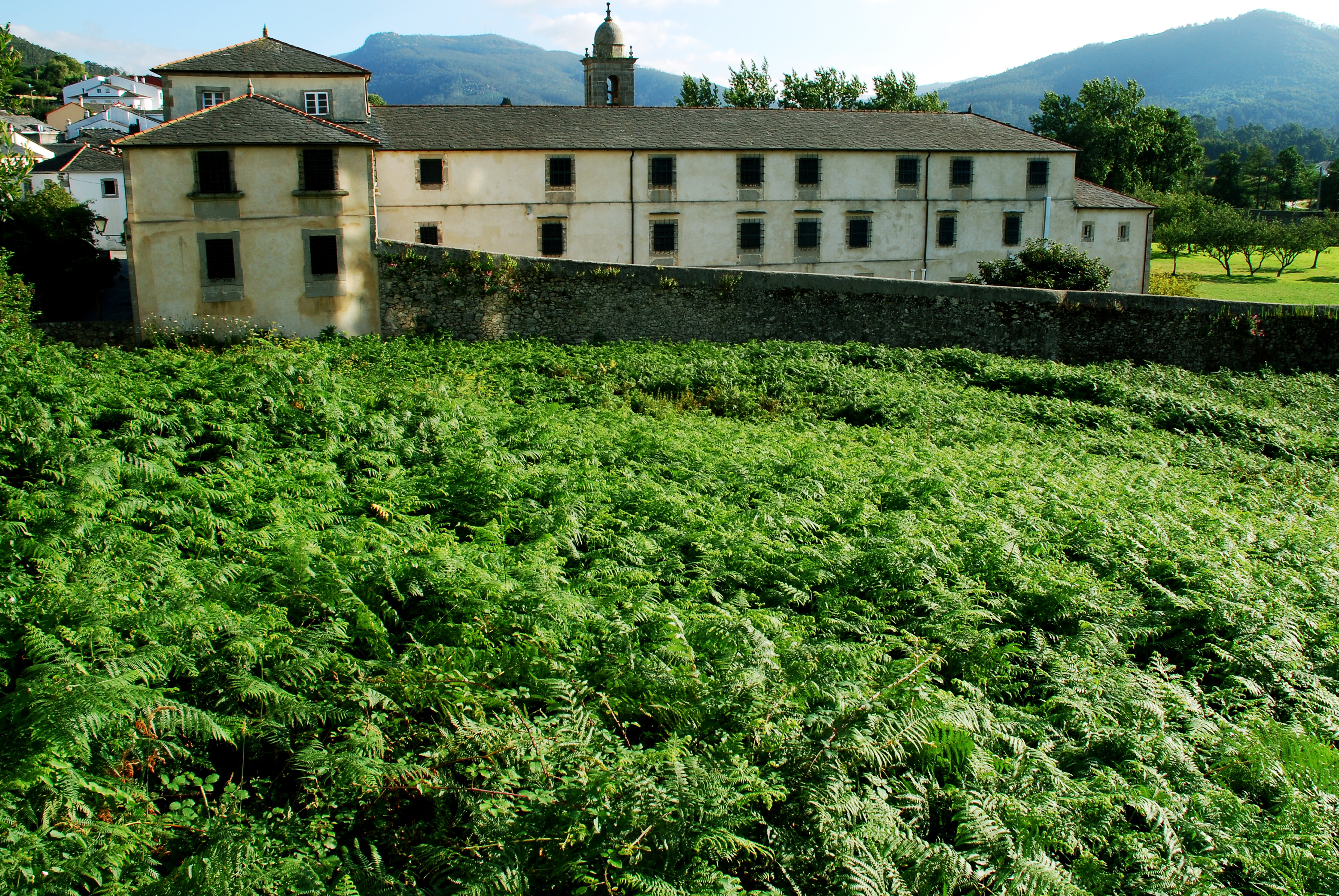
Monasterio de Nuestra Señora de Valdeflores, en Vivero, Galicia (España).

La iglesia, lugar de oración, es el edificio principal. En torno a ella se iban alzando las dependencias necesarias. La iglesia se empezaba a construir por el ábside y tenía fácil comunicación con las celdas de los monjes a través del claustro.
El claustro era quizás el segundo elemento en importancia. Estaba construido generalmente junto a la nave sur de la iglesia, aunque hay bastantes modelos que lo presentan junto a la nave norte. La iglesia tenía una puerta de acceso al claustro. En este espacio estaban distribuidas las estancias de mayor uso para la vida de los monjes.
El claustro es de planta cuadrada y cada uno de los cuatro lados recibe el nombre de panda. En el centro suele haber un pozo y en el espacio restante, un pequeño jardín con cuatro caminos. Cada panda tiene una galería o corredor cubierto limitado por arcadas. En la panda este y cerca del cuerpo de la iglesia se halla casi siempre una pequeña estancia que servía como estudio o biblioteca, independientemente de la gran biblioteca que tenían algunos monasterios importantes. Este hueco se llamaba armariolum o armarium y en él se depositaban tanto los libros litúrgicos para los actos religiosos de cada día como los libros de lectura de los monjes. Cuando los monasterios acumularon una buena cantidad de libros y legajos, tuvieron necesidad de construir una biblioteca y el armarium quedó como un hueco obsoleto; en algunas ocasiones se utilizó para poner un altar de devoción. A continuación se hallaba la sala capitular, pieza que se consideraba de gran importancia y que generalmente se construía con rica ornamentación arquitectónica. Era el lugar de reunión de la comunidad, donde se leían los capítulos de la regla de la orden y donde el abad organizaba las distintas tareas a seguir por los monjes. En esta sala era donde se exponían posibles faltas de alguno de ellos para que el superior le reprendiese, lo que se decía "llamar a capítulo".
En la panda sur solía estar el calefactorio, lugar caldeado donde podían ir los monjes de vez en cuando para descansar y entrar en calor. A su lado, el refectorio, que era el comedor y, colindante con él, la cocina. La panda oeste se solía llamar de legos o de conversos y tenía el callejón también de legos y la cilla con la bodega. Las celdas de los monjes o el gran dormitorio común (depende de la época y de las distintas órdenes) estaban en el piso superior.
A esta estructura fundamental se añadía la parte del scriptorium, el huerto, la enfermería, el locutorio y, a veces, establos, lagares, molinos, talleres, etcétera. Además, el cementerio se encontraba siempre en el terreno monacal.